# Sylwia Nowak-Trębacka
Sylwia Nowak-Trębacka (ur. 28 kwietnia 1976 w Łodzi) – polska łyżwiarka figurowa startująca w parach tanecznych z Sebastianem Kolasińskim. Uczestniczka igrzysk olimpijskich (1998, 2002), mistrzyni świata juniorów (1994), medalistka zawodów Grand Prix i dziewięciokrotna mistrzyni Polski. Po zakończeniu kariery amatorskiej w 2003 r. została trenerką par tanecznych w klubie łyżwiarskim MKS Axel Toruń.

## Biografia
Treningi łyżwiarskie rozpoczęła w roku 1980. Wraz z Kolasińskim wielokrotnie zdobywała tytuł Mistrzów Polski (od 1995 do 2003). 
W startach międzynarodowych, na imprezach rangi mistrzowskiej (Mistrzostwa Europy i Świata) plasowali się zazwyczaj pod koniec pierwszej lub na początku drugiej dziesiątki. Odnieśli duże sukcesy na mistrzostwach świata juniorów, zdobywając srebro w 1993 i złoto w 1994.
Na igrzyskach olimpijskich w Nagano 1998 para Nowak - Kolasiński zajęła 12 miejsce, a na igrzyskach olimpijskich w Salt Lake City 2002 13 miejsce.
Wycofali się z amatorskiego uprawiania sportu w 2003. Początkowo sporadycznie występowali wspólnie w pokazach i pomagali w treningach młodym łyżwiarzom. Obecnie, Nowak jest pełnoetatowym pracownikiem klubu MKS Axel Toruń, gdzie pracuje jako trener, a wśród jej wychowanków jest duet Natalia Kaliszek i Maksym Spodyriew.

### Życie prywatne
Absolwentka Wydziału Fizjoterapii Uniwersytetu Medycznego w Łodzi. Mężem Sylwii jest były tancerz na lodzie, Marcin Trębacki, z którym ma syna Maksymiliana (ur. 2003), który trenuje skoki na trampolinie  oraz córkę Sonię, trenującą piłkę nożną. 

## Osiągnięcia

### Z Sebastianem Kolasińskim
| Zawody                                | 90–91          | 91–92          | 92–93          | 93–94          | 94–95          | 95–96          | 96–97          | 97–98          | 98–99          | 99–00          | 00–01          | 01–02          | 02–03          |                |                |                |                |
| Międzynarodowe                        | Międzynarodowe | Międzynarodowe | Międzynarodowe | Międzynarodowe | Międzynarodowe | Międzynarodowe | Międzynarodowe | Międzynarodowe | Międzynarodowe | Międzynarodowe | Międzynarodowe | Międzynarodowe | Międzynarodowe | Międzynarodowe | Międzynarodowe | Międzynarodowe | Międzynarodowe |
| ------------------------------------- | -------------- | -------------- | -------------- | -------------- | -------------- | -------------- | -------------- | -------------- | -------------- | -------------- | -------------- | -------------- | -------------- | -------------- | -------------- | -------------- | -------------- |
| Igrzyska olimpijskie                  |                |                |                |                |                |                |                | 12             |                |                |                | 13             |                |                |                |                |                |
| Mistrzostwa świata                    |                |                |                | 23             | 14             | 11             | 11             | 11             | 9              | 9              | 14             | 11             |                |                |                |                |                |
| Mistrzostwa Europy                    |                |                |                |                | 12             | 9              | 9              | 11             | 8              | 7              | 11             | 10             | 9              |                |                |                |                |
| GP NHK Trophy                         |                |                |                |                |                |                | 6              | 4              |                |                | 5              |                | 5              |                |                |                |                |
| GP Cup of Russia                      |                |                |                |                |                |                | 4              |                | 4              | 3              | 7              |                |                |                |                |                |                |
| GP Skate Canada International         |                |                |                |                |                |                | 5              |                | 3              |                |                |                | 6              |                |                |                |                |
| GP Trophée Eric Bompard               |                |                |                |                |                | 5              |                |                |                | 4              |                |                |                |                |                |                |                |
| Finlandia Trophy                      |                |                |                |                |                | 1              |                |                |                |                |                |                |                |                |                |                |                |
| Memoriał Karla Schäfera               |                |                |                |                |                |                |                |                |                |                |                | 1              |                |                |                |                |                |
| Nebelhorn Trophy                      |                |                |                |                |                |                |                |                |                |                |                | 1              |                |                |                |                |                |
| Golden Spin of Zagreb                 |                |                |                |                |                |                |                |                |                |                |                | 1              |                |                |                |                |                |
| Zimowa Uniwersjada                    |                |                |                |                |                |                |                |                |                |                | 2              |                |                |                |                |                |                |
| Lysiane Lauret                        |                |                |                |                |                | 2              |                |                |                |                |                |                |                |                |                |                |                |
| Centennial On Ice                     |                |                |                |                |                | 5              |                |                |                |                |                |                |                |                |                |                |                |
| Międzynarodowe: Kategorie młodzieżowe |                |                |                |                |                |                |                |                |                |                |                |                |                |                |                |                |                |
| Mistrzostwa świata juniorów           | 19             | 11             | 2              | 1              |                |                |                |                |                |                |                |                |                |                |                |                |                |
| Olimpijski festiwal młodzieży Europy  |                |                | 1              |                |                |                |                |                |                |                |                |                |                |                |                |                |                |
| Krajowe                               |                |                |                |                |                |                |                |                |                |                |                |                |                |                |                |                |                |
| Mistrzostwa Polski                    |                |                |                | 1              | 1              | 1              | 1              | 1              |                | 1              | 1              | 1              | 1              |                |                |                |                |